# Національний центр суперкомп'ютерних технологій

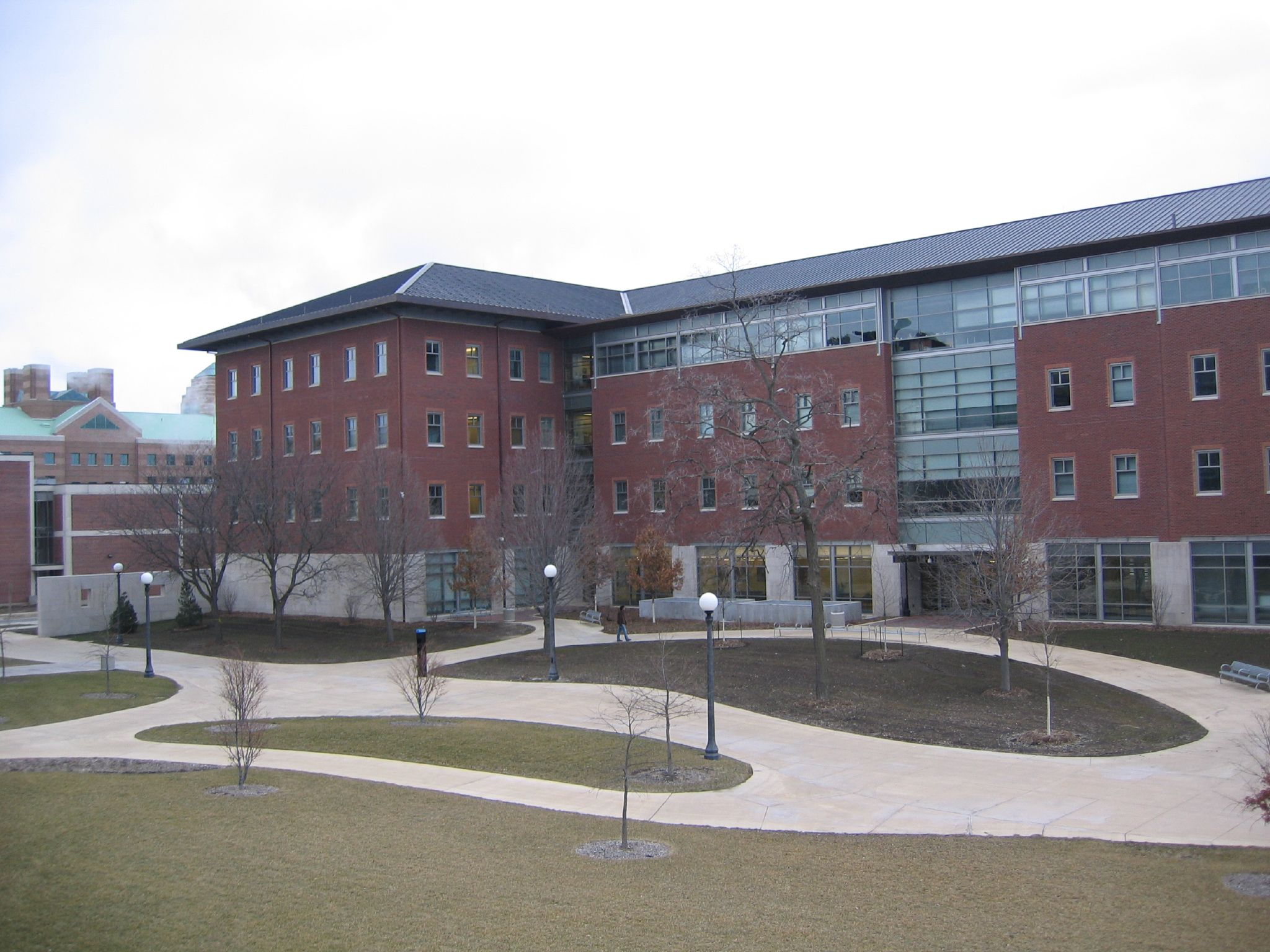
Одна з будівель центру

Національний центр суперкомп'ютерних технологій (англ. National Center for Supercomputing Applications, NCSA) — науково-дослідний центр, що розташований на базі Іллінойського університету в США. NSCA підтримується Національним науковим фондом, урядом штату Іллінойс та багатьма приватними компаніями.
NSCA володіє обчислювальними системами різних архітектур (як кластерними, так і з розподіленою пам'яттю), в тому числі петафлопним суперкомп'ютером Blue Waters. Послугами центру користуються понад 2000 вчених та інженерів. Обчислювальні потужності для наукових цілей надаються безкоштовно в межах США.

## Історія
Ініціатором створення NSCA виступив Ларрі Смарр, який працював в Іллінойському університеті. У 1983 році за підтримки своїх колег він відправив у Національний науковий фонд листа з пропозицією виділити кошти на створення суперкомп'ютерного центру для наукових досліджень. Висловлені в ньому ідеї, більшість яких широко застосовуються і зараз, на той момент вважалися новаторськими.
Пропозиція була схвалена, і в 1985 році проєкт отримав грант від NSF. Першим директором Національного центру суперкомп'ютерних технологій став сам ініціатор. У 1986 році був запущений перший у рамках програми суперкомп'ютер.
Відмінною особливістю проєкту стала високошвидкісна мережа NSFNet, яку разом з ARPANET можна вважати одним із прототипів сучасного інтернету. У 1986 році в NCSA була розроблена власна реалізація протоколу Telnet — NCSA Telnet. А в 1993 році був випущений NCSA Mosaic — перший веббраузер з графічним інтерфейсом для ОС Microsoft Windows . Основними його розробниками стали Марк Андерссен і Ерік Біна. Mosaic справив істотний вплив на ринок веббраузерів; його програмний код ліг в основу Netscape Navigator і, пізніше, Internet Explorer. Незважаючи на те, що розробка браузера в NCSA була офіційно припинена в 1997 році, його до цих пір можна завантажити з офіційного сайту центру.
У 2006 за участі біофізика Шультена з'явилася модель ікосаедричного вірусу супутника тютюнової мозаїки (STMV). Вперше було створено повну модель, яка вимагала ресурсів Національного центру суперкомп’ютерних додатків в Урбані (розмір: 1 млн. атомів, час моделювання: 50 нс, програма: NAMD). Моделювання забезпечило нове уявлення про механізми збірки вірусу. Вся частинка STMV складається з 60 однакових копій одного білка, з яких складається капсиди (оболонки), і 1063 нуклеотидного одноланцюгового РНК генома. Одним із ключових висновків те, що капсид дуже нестабільний, коли всередині немає РНК, тобто вірус, який виглядає симетрично на нерухомих зображеннях, насправді імпульсує та асиметричний. Капсида залежить від генетичного матеріалу в РНК-ядрі частинки і руйнується без нього. Це засвідчило, що перш ніж вірус зможе побудувати свою оболонку при розмноженні, повинен бути присутнім генетичний матеріал.
Крім того, фахівцями NCSA був розроблений формат даних HDF, призначений для зберігання великих обсягів цифрових даних. В даний час проєкт підтримується некомерційною організацією HDF Group.

## Компанії-партнери
- Abaqus
- ACNielsen
- Allstate Insurance
- American Airlines
- AT&T Inc.
- Boeing Phantom Works
- Caterpillar Inc.
- Dell Inc.
- Dow Chemical
- Eastman Kodak
- Eli Lilly and Company
- Exxon Mobil
- FMC Corporation
- Ford
- IBM
- Innerlink
- John Deere
- JPMorgan Chase
- Kellogg's
- McDonnell Douglas (now part of Boeing)
- Motorola
- Phillips Petroleum Company
- Schlumberger
- Sears, Roebuck and Company
- Shell Oil
- State Farm
- Tribune Company
- United Technologies